# Heinrich Gogarten
Emil Heinrich Gogarten, ocasionalmente também Henri ou Henry Gogarten, (Linz, 23 de agosto de 1850 - Munique, 16 de novembro de 1911) foi um  pintor de paisagens
alemão. 

## Vida
Gogarten estudou na Academia de Arte de Düsseldorf. De 1867 a 1869, ele foi aluno da turma de paisagismo de Oswald Achenbach. Com seu apoio, ele trabalhou em Paris de 1874 a 1877. Ele então retornou à Alemanha e viveu em Hamburgo de 1878 a 1889. Gogarten estabeleceu-se em Munique no verão de 1889 e juntou-se à colônia de artistas de Dachau em 1891. Além de exposições na academia de arte, Gogarten também pode expor no Palácio de Vidro de Munique. Em 1902, ele se mudou para Karlsfeld, perto de Dachau. Desde 1880, ele também esteve na Exposição da Academia de Berlim e de 1899 a 1901 na Grande Exposição de Arte de Berlim.

## Trabalhos

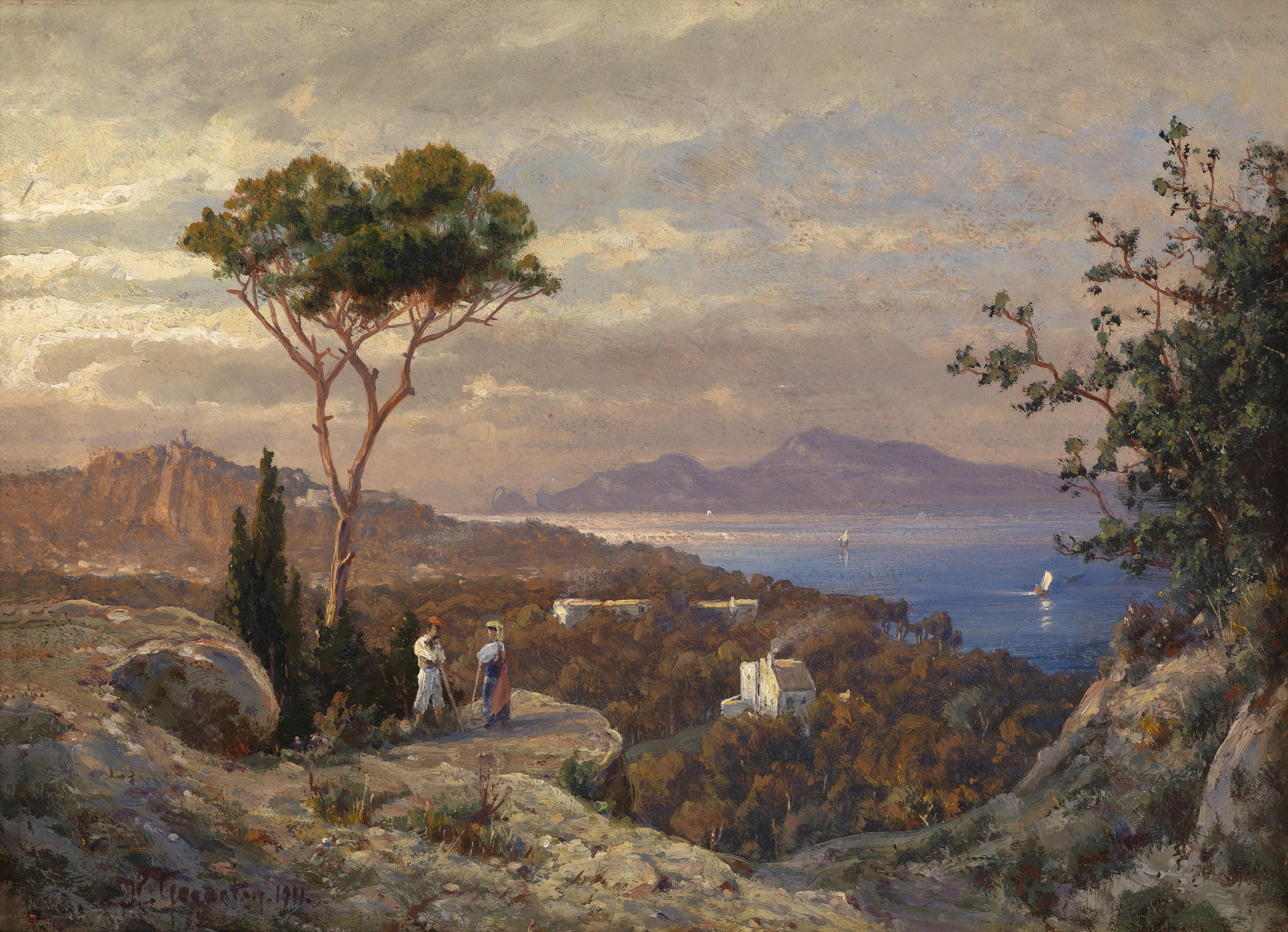
Vista do sul, 1911

Gogarten, que também assinou suas pinturas com Henri Gogarten, adorava pintar paisagens de inverno. Ele pegou os motivos da charneca, por exemplo, mas também das montanhas do alto da Baviera, do Dachauer Moor e do Chiemgau . Suas pinturas são de propriedade privada e também na coleção de pinturas de Lübeck, na coleção Prince Leopold da Baviera ou na galeria de Dachau.

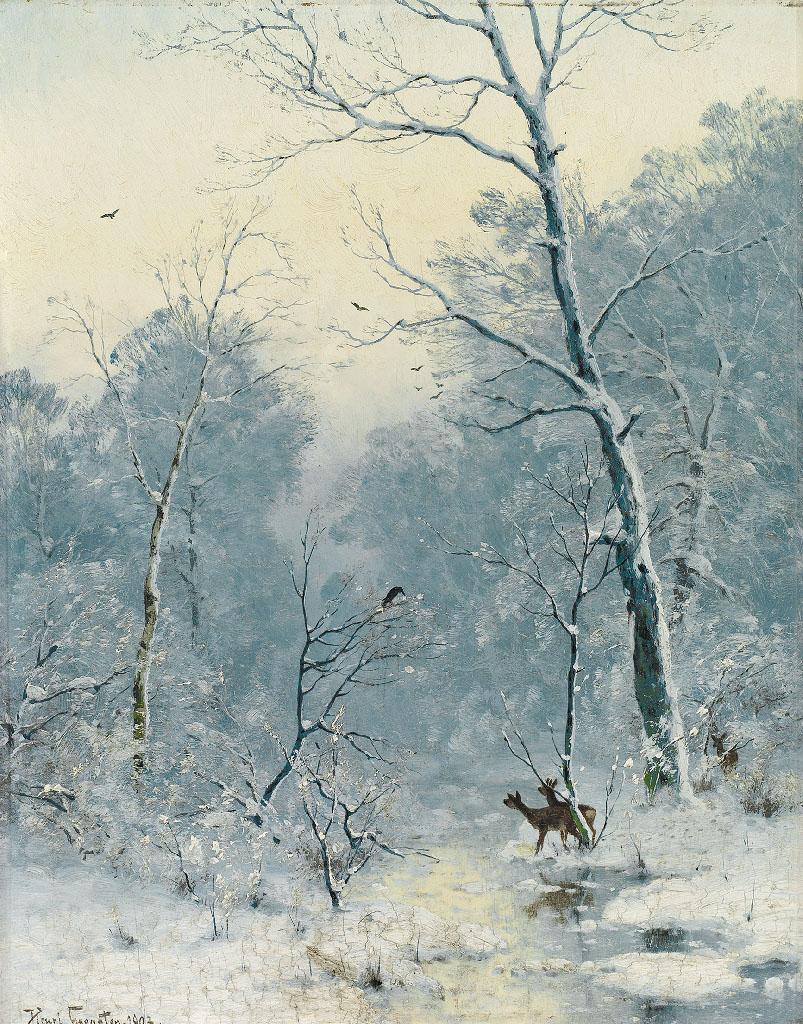
Paisagem do inverno com veados e corvos, 1893

- Hünengrab no Lüneburger Heide, óleo, assinado, sem data (propriedade privada)
- Paisagem da Vestefália
- Vista da vila à beira-mar, óleo no painel 60 × 75 cm, assinado e datado de 1886 (propriedade privada)
- Vaporizador com vazamento, miniatura, aquarela, assinado Hamburgo 1889 (propriedade privada)
- Paisagem do inverno com patos selvagens, óleo, assinado, nas costas Dedicação e datada de 1909 (propriedade privada)
- Caminhantes na floresta (paisagem de inverno), óleo, assinados, sem data (propriedade privada)
- Paisagem de inverno com veado, óleo, assinado, datado de 1906 (propriedade privada)
- Humor noturno na floresta no córrego, óleo, assinado, sem data (propriedade privada)
- Humor noturno no lago, óleo, assinado, sem data (propriedade privada)
- Paisagem da floresta
- Paisagem do inverno com patinadora no gelo
- Brilho do pôr-do-sol
- Pintor nas montanhas
- No Golfo de Nápoles, óleo 21 × 26 cm, assinado e datado de 1892
- Paisagem de verão Dachau
- Coletores de mato na floresta, óleo / lona, 50 × 40   cm, assinado e datado de 1890
- Paisagem de verão, óleo / tela assinada, datada de 1902, 32,5   cm × 52.5   cm
- Rattenberg am Inn, óleo / lona 50 × 66   cm, assinado e datado 28.   Setembro de 1899
- atmosfera noturna
- Paisagem rochosa com vista para um lago